# Coalition rouge-bleue
En Autriche, une coalition rouge-bleue (Rot-Blaue Koalition) est une coalition gouvernementale rassemblant le Parti social-démocrate d'Autriche (SPÖ, dont la couleur est le rouge) et le Parti autrichien de la liberté (FPÖ, dont la couleur est le bleu).
Ce type de coalition, qui peut être assimilée à une coalition sociale-libérale allemande, a brièvement existé au début des années 1980, lorsque l'aile pro-européenne et libérale du FPÖ dirigeait le parti. Celui-ci ayant dérivé à l'extrême droite, ce genre d'alliance est désormais peu vraisemblable.

## Au niveau fédéral
- 1983-1986, avec les gouvernements de Fred Sinowatz et Franz Vranitzky

## Au niveau desLänder
- De 2015 à 2020 dans le Burgenland avec Hans Niessl.

## Variante
La coalition rouge-bleue est la seule à avoir connu une variante : la coalition bleue-rouge (Blaue-Rot Koalition), où le SPÖ constitue le partenaire minoritaire. Seul le gouverneur (Landeshauptmann) Jörg Haider, en Carinthie, a dirigé une coalition de ce type, entre 2004 et 2005.
L'aile nationaliste « modérée » du FPÖ ayant fait scission pour créer l'Alliance pour l'avenir de l'Autriche (BZÖ, dont la couleur est le orange), on parle désormais de coalition orange-rouge (Orange-Rot Koalition).